# Sciomyza squalida
Sciomyza squalida är en tvåvingeart som beskrevs av Walker 1853. Sciomyza squalida ingår i släktet Sciomyza och familjen kärrflugor. Inga underarter finns listade i Catalogue of Life.